# Chien-Shiung Wu
Chien-Shiung Wu (em chinês simplificado: 吳健雄, em chinês tradicional: 吴健雄, em pinyin: Wú Jiànxíong), (Xangai, 31 de maio de 1912 — Nova Iorque, 16 de fevereiro de 1997) foi uma física sino-estadunidense. Fez grandes contribuições para a física nuclear, trabalhou no Projeto Manhattan, onde ajudou a criar o processo de separação do urânio em urânio-235 e urânio-238 por difusão gasosa. Conhecida por conduzir o experimento de Wu, que contradizia o hipotético princípio de conservação de paridade. Esta descoberta resultou no Prêmio Nobel para seus colegas, Tsung-Dao Lee e Chen-Ning Yang, em 1957. Wu ganhou o primeiro Prêmio Wolf de Física, em 1978. Sua experiência com física experimental levou a comparações de Wu com Marie Curie. Seus apelidos no meio eram de "Primeira Dama da Física", "Madame Curie da China" e "Rainha da Pesquisa Nuclear".

## Vida pessoal e educação
Chien-Shiung Wu nasceu na cidade de Liuhe, em Taicang, província de Jiangsu, na China, em 31 de maio de 1912. Era a segunda de três filhos de Wu Zhong-Yi e Fan Fu-Hua. O costume da família era que as crianças desta geração tivessem Chien como o primeiro caractere de seu antepassado, seguido pelos caracteres na frase Ying-Shiung-Hao-Jie, que significa "heróis e figuras proeminentes". Consequentemente, ela tinha um irmão mais velho, Chien-Ying, e um irmão mais novo, Chien-Hao. Wu era muito próxima de seu pai, que a encorajou, incentivou os estudos e sua criatividade, rodeando a ela e aos outros filhos com livros, revistas e jornais.
Wu cursou o fundamental na escola Ming De, uma escola para meninas, fundada por seu pai. Em 1923, deixou sua cidade natal e aos 11 estudou na escola para meninas Suzhou, um internato bastante competitivo. Em 1929, ela se formou como a melhor aluna da turma e foi admitida na Universidade Central Nacional, em Nanjing. Segundo as regras governamentais prevalecentes na época, os estudantes universitários que estudaram em internatos que formavam professores que desejavam passar para as universidades, precisavam para servir como professores durante um ano. Wu foi lecionar em uma escola pública de Xangai.
De 1930 a 1934, Wu estudou na Universidade Central Nacional, depois renomeada para Universidade de Nanjing e realocada em Taiwan. Sua formação básica era em matemática, mas Wu se interessou mais pela física. Wu se envolveu com política estudantil nessa época. As relações entre China e Japão estavam tensas e os estudantes cobravam uma posição mais firme do governo a respeito. Wu foi eleita como uma dos líderes por seus colegas, pois como ela era a primeira da classe, seu envolvimento com o movimento seria perdoado, ou no máximo relevado, pelas autoridades. Tomando o cuidado para não prejudicar seus estudos, ela aceitou o cargo.
Por dois anos depois de se graduar, ela complementou sua formação com conteúdo em física e trabalhou como assistente na Universidade Zhejiang. Tornou-se pesquisadora do Instituto de Física da Academia Sinica. Seu supervisor era o professor Gu Jing-Wei, que tinha feito doutorado na Universidade de Michigan e encorajou Wu a fazer o mesmo. Ela foi aceita na universidade e seu tio providenciou o dinheiro. Wu embarcou para os Estados Unidos com sua amiga, Dong Ruo-Fen (chinês: 董若芬), uma química de Taicang, no navio SS President Hover, em agosto de 1936. Wu nunca mais veria seus pais de novo.

## Berkeley
Wu e a amiga chegaram em San Francisco, onde os planos originais de Wu mudaram assim que ela conheceu a Universidade da Califórnia em Berkeley. Ela conheceu o físico Luke Chia-Liu Yuan, neto de Yuan Shikai (primeiro presidente da República da China e autoproclamado imperador). Yuan lhe mostrou o Laboratório Nacional Lawrence Berkeley, onde o diretor, Ernest O. Lawrence, logo ganharia o Nobel de Física, em 1939, por ter inventado o acelerador de partículas.
Wu ficou sabendo que as mulheres não eram permitidas a usar a entrada principal da universidade, em Michigan, e decidiu que Berkeley era um lugar melhor para estudar. Yuan lhe apresentou a Raymond Thayer Birge, diretor do departamento de física, que conseguiu uma vaga para Wu, mesmo com o ano letivo já iniciado. Wu se candidatou a uma bolsa de estudos no final do ano, mas havia um certo preconceito com alunos asiáticos.

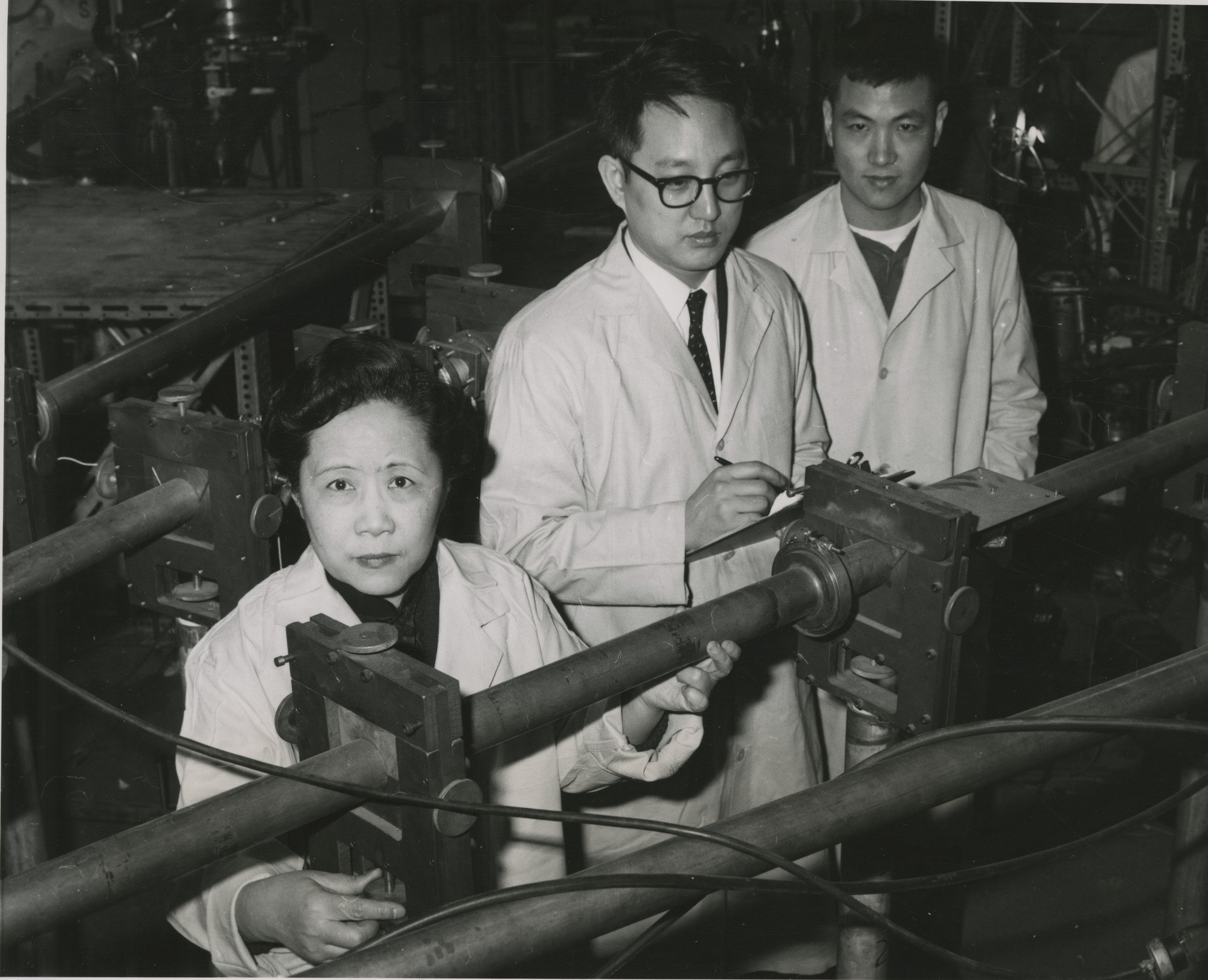
Da esquerda para a direita, Chien-shiung Wu (1912-1997), Y.K. Lee, e L.W. Mo

Como aluna em Berkeley, Wu fez rápidos progressos nos estudos e na pesquisa acadêmica. Embora Lawrence fosse seu orientador, ela trabalhava mais com Emilio Segrè. Sua tese era em duas partes. A primeira era sobre bremsstrahlung, radiação eletromagnética produzida pela desaceleração de partículas carregadas quando defletidas por outra partícula carregada, normalmente um elétron disparado de um núcleo atômico. Wu investigou isso usando a emissão beta do fósforo-32, um isótopo radioativo facilmente produzido pelo ciclotron que Lawrence e seu irmão, John H. Lawrence, vinham avaliando para o uso como marcador radioativo e para tratamento de câncer. Foi o primeiro trabalho de Wu com decaimento por emissão beta, assunto no qual ela se tornaria uma autoridade.
A segunda parte da tese era sobre a produção de isótopos radioativos de xenônio produzido pela fissão nuclear do urânio. Wu defendeu seu doutorado em junho de 1940 e mesmo com as recomendações de Lawrence e Segrè, ela não conseguiu uma colocação na universidade. Assim, ela permaneceu no laboratório de radiação como estagiária de pós-doutorado.

## Segunda Guerra Mundial
Wu e Yuan casaram-se em 30 de maio de 1942. Nem as famílias da noiva ou do noivo compareceram à cerimônia devido à eclosão da guerra no Pacífico. O casal se mudou para a costa leste, onde Wu começou a lecionar no Smith College, uma escola privada para moças, em Northampton, Massachusetts. O trabalho era frustrante já que ela estava encarregada apenas do magistério e não da pesquisa acadêmica. Wu então apelou a Lawrence, que escreveu cartas de recomendação para várias universidades. A Universidade Princeton, em Nova Jersey, lhe ofereceu um cargo de instrutora naval.
Em março de 1944, Wu entrou para o Projeto Manhattan, na Universidade Columbia. Morava nos dormitórios do campus, voltando para Princeton nos finais de semana. Seu papel no projeto era o de auxiliar nas difusões gasosas no programa de enriquecimento de urânio, junto de James Rainwater e William W. Havens, Jr..

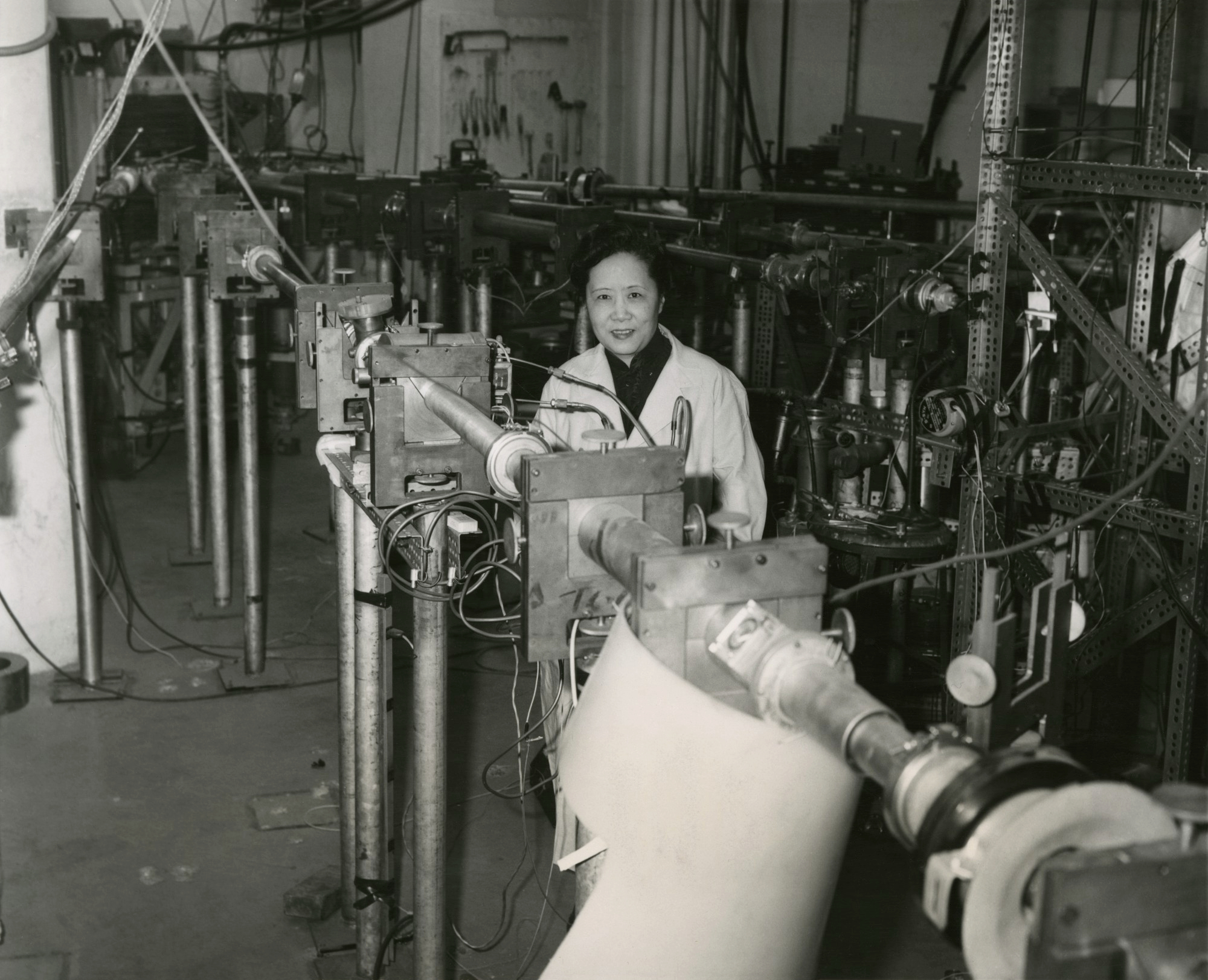
Chien-Shiung Wu em 1963 na Universidade Columbia

Em setembro de 1944, Wu recebeu uma ligação do Coronel Kenneth Nichols, Engenheiro do Distrito de Manhattan. O recém comissionado reator B apresentou um problema inesperado, desligando em intervalos regulares sem nenhuma explicação. John Archibald Wheeler suspeitava que o problema era com o produto da fissão, o xenônio-135, cuja meia-vida de 9,4 horas, fosse o culpado. Segrè então lembrou-se do trabalho de Wu em Berkeley, com isótopos radioativos de xenônio. O artigo a respeito nem havia sido publicado ainda, mas Wu e Nichols corrigiram os textos datilografados, preparando o artigo para a revista Physical Review. O xenônio-135 era mesmo o culpado pelos problemas do reator.
Com o fim da guerra, em agosto de 1945, Wu aceitou um cargo de professor pesquisador associado na Universidade Columbia. A comunicação com a China foi restituída e Wu começou a receber cartas da família, mas seus planos de visitá-los foram interrompidos pela Guerra Civil Chinesa e pelo nascimento de seu filho, em 1947, Vincent Yuan (chinês tradicional: 袁緯承), que acabou se tornando físico como os pais. Em 1949, Yuan entrou no Laboratório Nacional de Brookhaven e a família se mudou para Long Island.
Depois da tomada de poder na China, o pai de Wu escreveu-lhe, pedindo que não retornasse ao país. O passaporte de Wu tinha sido emitido pelo governo Kuomintang, o que dificultava seu embarque. Isso acabou levando-a a aceitar a cidadania estadunidense em 1954. Wu permaneceu na Universidade Columbia até o fim. Tornou-se professora associada, em 1952, professora-titular, em 1958 e professora emérita em Física, em 1973. Seus alunos a chamavam de "Dragon Lady", devido à personagem de mesmo nome dos quadrinhos Terry e os Piratas.

## Últimos anos
Em 1963, Wu investigou e confirmou a hipótese de Richard Feynman e Murray Gell-Mann. Outro marco na carreira foi o Modelo Padrão, que postulou uma forma universal para o modelo de desintegração beta de Fermi. Sua demonstração de que a paridade não foi conservada trouxe outros pressupostos de físicos sobre a interação fraca em questão. Se a paridade não é conservada na interação da força fraca, o que acontece com a conjugação da carga? Esse foi um efeito que se manteve verdadeiro para o eletromagnetismo, a gravidade e a interação forte, de modo que se supunha que ele se manteria também para a interação fraca. Wu conduziu uma série de experimentos sobre decaimento de emissão beta em uma mina de sal sob Lago Erie que provou que a conjugação de carga não foi conservada.
Outro experimento importante realizado por Wu foi a confirmação dos cálculos de E. M. L. Pryce e John Clive Ward sobre a correlação das polarizações quânticas de dois fótons que se propagam em direções opostas. Esta foi a primeira confirmação experimental de resultados quânticos relevantes para um par de fótons emaranhados como aplicável ao paradoxo Einstein-Podolsky-Rosen (EPR). Wu também conduziu pesquisas sobre as mudanças moleculares na deformação da hemoglobina causada pela anemia falciforme. Trabalhou com magnetismo e efeito Mössbauer nos anos 1960.
O irmão mais velho de Wu morreu em 1958, seu pai em 1959 e sua mãe em 1962. Na época, o governo dos Estados Unidos tinha restrições severas para seus cidadãos para viagens ao exterior e Wu não pode comparecer a nenhum funeral. Wu viu o tio, Wu Zhou-Zhi, e o irmão mais novo, Wu Chien-Hao, em uma viagem a Hong Kong, em 1965. Após a visita de Richard Nixon à China, em 1972, as relações entre os dois países melhoraram e ela pode visitar o país em 1973. Na época, seu tio e seu irmão tinham morrido na Revolução Cultural e as tumbas de seus pais foram destruídas. Ela se encontrou com Chou En-Lai, que pessoalmente se desculpou pela destruição das tumbas de seus parentes. Wu retornou à China várias vezes depois disso.
Wu protestou contra a prisão, em Taiwan, dos parentes do físico Kerson Huang, em 1959 e do jornalista Lei Chen em 1960. Em 1964, palestrou sobre a discriminação de gênero em um simpósio no Instituto de Tecnologia de Massachusetts:
| “ | Eu me pergunto se os minúsculos átomos e núcleos, ou os símbolos matemáticos, ou as moléculas de DNA têm qualquer preferência pelo tratamento masculino ou feminino. | ” |

Quando homens se referiam a ela como Professora Yuan, sobrenome do marido, ela imediatamente os corrigia e pedia que fosse chamada por Professora Wu. Em 1975, Robert Serber, o novo presidente do departamento de Física da Universidade Columbia, reajustou seu salário, para que ela recebesse o mesmo que os colegas homens. Wu também protestou contra a repressão na China que se seguiu ao massacre no Protesto na Praça da Paz Celestial em 1989.

## Morte
Wu se aposentou em 1981 e se tornou professora emérita. Ela faleceu em 16 de fevereiro de 1997, em Nova York, aos 84 anos, em decorrência de um acidente vascular cerebral. Uma ambulância a levou às pressas para o Centro Hospitalar St. Luke's–Roosevelt, mas não resistiu. Seu corpo foi cremado e suas cinzas foram enterradas no pátio da escola para meninas Ming De, que seu pai fundou e onde ela estudou quando menina. Deixou marido e filho.

## Prêmios, honrarias e distinções
- Eleita membro da American Physical Society (1948)[48]
- Eleita membro da Academia Nacional de Ciências, dos Estados Unidos (1958)[49]
- Primeira mulher a ter um doutorado honorário da Universidade Princeton (1958)[48]
- Honra ao Mérito, American Association of University Women (1959)[49]
- Research Corporation Award (1959)[49]
- Medalha John Price Wetherill, The Franklin Institute (1962)[48]
- American Association of University Women Mulher do Ano (1962)
- Comstock Prize in Physics, Academia Nacional de Ciências (1964)[49]
- Chi-Tsin Achievement Award, Fundação de Cultura Chi-Tsin (1965)[49]
- Membro Honorário da Royal Society de Edimburgo (1969)[48]
- Cientista do Ano, Industrial Research Magazine (1974)[48]
- Prêmio Tom W. Bonner de Física Nuclear, American Physical Society (1975)[48]
- Primeira Mulher Presidente da American Physical Society (1975)[50]
- Medalha Nacional da Ciência (1975)[48]
- Primeira pessoa a receber o Prêmio Wolf de Física (1978)[48]
- Medalha de Honra Ellis Island (1986)[48]
- Primeira cientista a ser homenageada com um asteroide, o 2752 Wu Chien-Shiung, em (1990)[49]
- Medalha Pupin, Universidade Columbia (1991)[49]
- Uma das primeiras estrangeiras eleitas para a Academia Chinesa de Ciências (1994)[51]